# Francesco Occhiuzzi (calciatore)
Francesco Occhiuzzi (Cetraro, 28 agosto 1905 – 1º gennaio 1960) è stato un calciatore uruguaiano con cittadinanza italiana, di ruolo centrocampista.

## Carriera
Vinse per due volte con la Nazionale la Copa Nicanor R. Newton e per una volta, nel 1931, il campionato uruguaiano con il Montevideo Wanderers. Andò poi a giocare nel Bologna per due stagioni.